# Camille Bias
Pour les articles homonymes, voir Bias.
Camille Bias, est le pseudonyme de Désirée Joséphine Legrand, née le 24 novembre 1824 à Guise et décédée en décembre 1908. Elle est une écrivaine prolifique de romans et de nouvelles de littérature populaire. Son œuvre littéraire reprend peu son engagement dans la Commune de Paris. 

## Biographie
L’autrice prend comme pseudonyme le nom d’une amie : Camille Bias-Dupond,.
Camille Bias épouse un pharmacien, Clovis Martin, dont l'officine était 102 rue du faubourg Saint-Denis,.
En 1846, son fils Ferdinand Joseph Albert Martin dit Bias naît dans sa ville de naissance Guise où elle conserve de la famille. Et le 31 juillet 1851 nait sa fille Marie Joséphine Martin, à Saint Quentin (Aisne).
En 1878, sa notoriété est telle que ses déboires de santé sont relatés dans la presse
.
En 1879, elle perd sa mère, habitant chez elle , boulevard voltaire à Paris.
Des appels à la générosité pour venir en aide à Camille Bias, devenue très pauvre, paraissent dans la presse après 1898.
En mai 1899, Le Figaro annonce que la romancière Camille Bias « vient d'avoir le chagrin de perdre son fils, âgé de cinquante et un ans ». En octobre 1899, le même journal indique que Camille Bias a désormais à sa charge « sa fille malade et quatre petits-enfants ».

### Communarde et romancière
Son premier roman, Dire et Faire, paraît en 1854, suivi en 1859 par des poèmes et nouvelles. En 1860, affiliée aux blanquistes,, Camille Bias héberge clandestinement Auguste Blanqui chez elle, au 102, faubourg Saint-Denis,.  Une des sept presses clandestines de Paris, destinée à imprimer La Lanterne, se trouve chez elle,. L'année suivante, lorsque Blanqui est emprisonné à la prison Sainte-Pélagie, elle lui rend visite grâce au concours d'Auguste Scheurer-Kestner, qui lui donne le permis de visite de quelqu'un d'autre,.
En 1871, Camille Bias, qui est aussi une journaliste communarde, écrit dans Le Vengeur,.  Elle est l'amie de Louise Michel et s'occupe de ses relations avec son éditeur. En 1882, elle héberge la communarde Marie Ferré, qui meurt chez elle, au 27, rue Condorcet,. 
Après une interruption d'une vingtaine d'années, elle publie à partir de 1879 de nouveaux romans, pour la majeure partie en feuilletons, qui ne reflètent que peu ses opinions politiques.

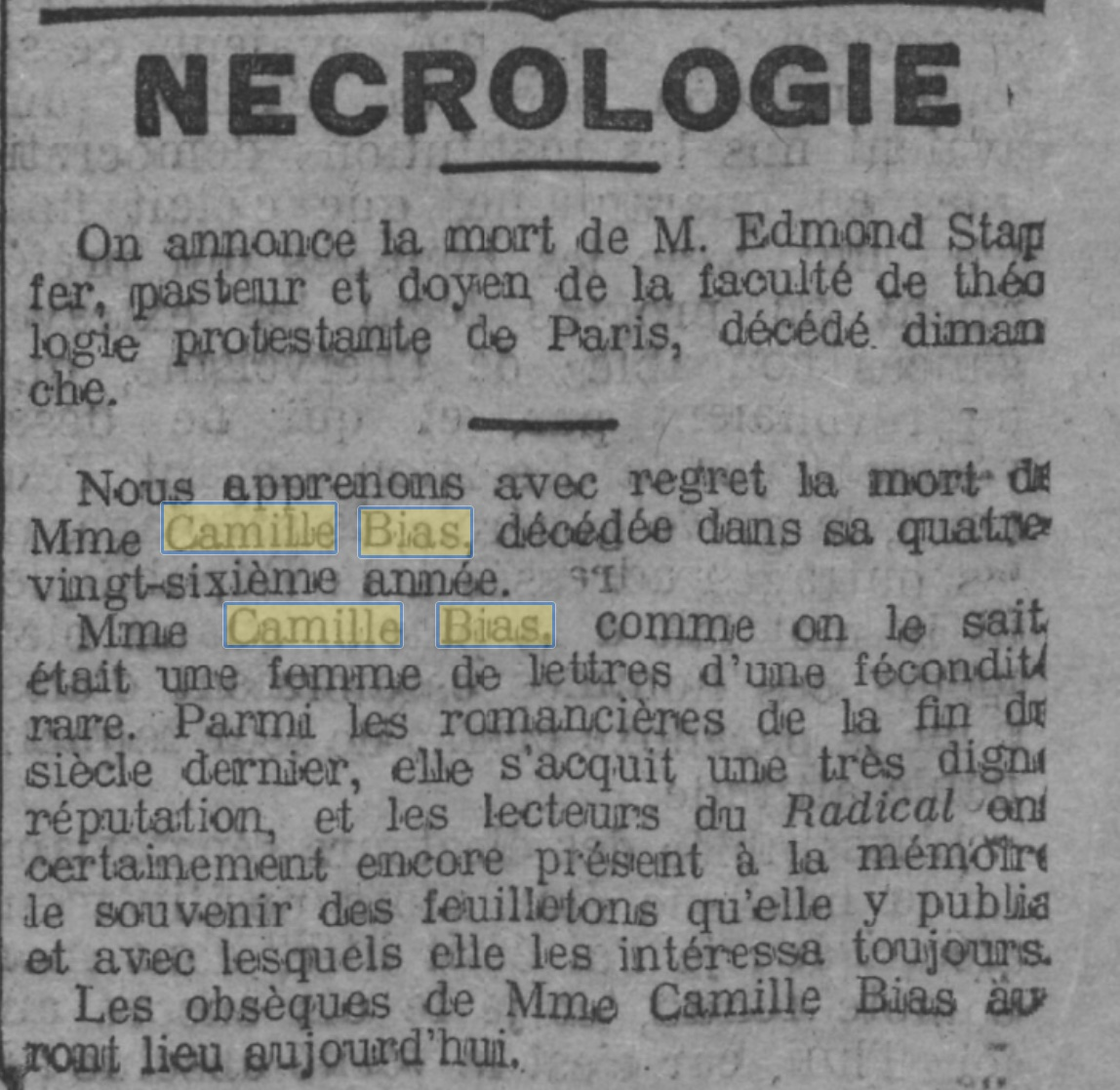
Nécrologie dans Le Radical du 15 décembre 1908.

Les dernières années de son existence, Camille Bias demande des subsides de la mairie de Paris. Plusieurs quêtes et spectacles sont organisés pour subvenir à ses besoins,,,.
En décembre 1908, quelques journaux annoncent sa mort et la présentent comme la doyenne des écrivaines au tournant du XXe siècle.

### Sur la véritable Camille Bias
Deux fiches et un acte de l'état civil reconstitué de Paris confirment cette naissance, au nom de « Bias, Camille Jenny, ci-devant Dupond » et « Dupond, Camille Jenny, ci-devant Bias »,. Anne Françoise Bias, connue comme danseuse sous le nom de Fanny Bias, meurt en 1825, très peu de temps après avoir reconnu sa fille et un fils aîné. Pierre-Auguste Dupond, ténor sous le pseudonyme d'Alexis Dupont et marié en 1827 avec la sœur de la danseuse Lise Noblet, s'éteint en 1874,.
Devenue « artiste » à Saint-Quentin, Camille Jenny Dupond donne naissance en 1848 à un enfant naturel, nommé Louis Alexis Dupont [sic]. Ce dernier est légitimé par le mariage, en 1850, de sa mère avec Hippolite Quentin Duplaquet, contremaître en filature. Deux ans plus tard, le couple a une fille, prénommée Marie Mathilde.
Camille Jenny Dupond meurt, toujours mariée, en septembre 1898, à Paris 82, rue de Sèvres. Elle est inhumée le lendemain au cimetière parisien de Bagneux, puis sa dépouille transférée peu après à Saint-Denis. 
Louis Alexis Duplaquet décède en 1898.
Il est à noter que Marie Mathilde Duplaquet est morte en 1891 à Saint-Denis.

## Œuvres
Elle a publié plus de 50 romans et 100 nouvelles (recensement incomplet sur wikisource, avec les titres des journaux dans lesquels ils ont été publiés). Un nombre plus restreint de ses œuvres a été publié en volume.